# Édouard Chavannes

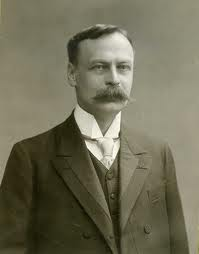
Édouard Chavannes

Édouard Chavannes (* 5. Oktober 1865 in Lyon; † 29. Januar 1918 in Paris) war ein französischer Sinologe.

## Biografie
Frühes Leben und Ausbildung
Émmanuel-Édouard Chavannes wurde am 5. Oktober 1865 in Lyon in eine protestantische Familie geboren. Ursprünglich Schweizer, wurde er später französischer Staatsbürger. Nach einer klassischen Ausbildung am Lycée in Lyon besuchte er das Lycée Louis-le-Grand in Paris zur Vorbereitung auf die Grandes Écoles und trat 1885 in die École Normale Supérieure ein, wo er 1888 die Agrégation in Philosophie ablegte.
Wissenschaftliche Laufbahn
Nach dem Studium wandte sich Chavannes auf Anraten von Georges Perrot und Henri Cordier der Sinologie zu. Er studierte Chinesisch am Collège de France sowie an der École des Langues Orientales Vivantes. 1889 reiste er als Attaché einer wissenschaftlichen Mission nach Peking, um seine Kenntnisse vor Ort zu vertiefen. Während seines Aufenthalts begann er mit der Übersetzung chinesischer Quellentexte und archäologischen Forschungen.
1893 wurde Chavannes zum Professor am Collège de France für „Chinesische Sprache und Literatur und Tartarisch-Mandschurisch“ berufen. Seine Lehrtätigkeit übte er bis zu seinem Tod aus. Von 1904 an war er zudem Mitherausgeber der Zeitschrift T'oung Pao und engagierte sich in zahlreichen wissenschaftlichen Gesellschaften, darunter die Société asiatique, die Académie des Inscriptions et Belles-Lettres (1903 Mitglied, 1915 Präsident) und die Russische Akademie der Wissenschaften (1913 korrespondierendes Mitglied).
Forschungsreisen und Beiträge
Chavannes unternahm zwei bedeutende Forschungsreisen nach China: 1889/90 und 1907/08. Während seiner zweiten Mission erforschte er insbesondere archäologische Stätten und sammelte umfangreiche Quellenmaterialien, darunter Fotografien und Abreibungen von Inschriften. Seine Arbeiten gelten als Pionierleistungen der modernen Sinologie und Archäologie Ostasiens.
Tod
Édouard Chavannes starb am 29. Januar 1918 in Paris infolge eines Nierenleidens.

## Wirken
Sein bekanntestes Werk ist seine (unvollständige) Übersetzung von Sima Qians Shiji (Les Mémoires historiques de Se-ma Ts’ien, 5 Bände, 1895–1905), zu der ein später herausgegebener Index-Band existiert. Seine Untersuchungen der Steininschriften aus den beiden Han-Dynastien (La sculpture sur pierre en Chine au temps des deux dynasties Han, 1893) und der chinesischen Religion (Le T’ai chan: essai de monographie d’un culte chinois: appendice Le dieu du sol dans la Chine antique, 1910). Das letztgenannte Werk ist eine Studie über die Verehrung des Berges Tai (Tai Shan) im alten China, ein bahnbrechendes Werk der modernen Sinologie wegen seiner Kombination aus Textanalyse und Feldforschung. Zu seinen Schülern zählten Paul Pelliot, Marcel Granet und Wassili Michailowitsch Alexejew.

## Veröffentlichungen
- Se-Ma Ts’ien: Les mémoires historiques. Traduits et annotés par Édouard Chavannes, 6 Bände, Adrien-Maisonneuve, Paris 1967–1969 (Collection UNESCO d’oeuvres représentatives: Série Chinoise)
- Le T’ai chan: essai de monographie d’un culte chinois: appendice Le dieu du sol dans la Chine antique, Faksimile der Ausgabe von 1910, Phénix Editions, 2000, ISBN 978-2-7458-0906-3.
- Contes et Légendes du Bouddhisme Chinois, DHARMA, 1998, ISBN 978-2-86487-031-9.

## Sekundärliteratur
- Gilbert Marion: Edouard Chavannes. In: Historisches Lexikon der Schweiz.  29. Dezember 2003.
- Die kleine Enzyklopädie, Encyclios-Verlag, Zürich 1950, Band 1, S. 286.